# Université Toulouse–Jean Jaurès
Die Universität Toulouse – Jean Jaurès (französisch Université Toulouse-Jean-Jaurès, bis 2014 Université Toulouse II – Le Mirail; Abkürzung UTM, nun UT2J) ist eine Universität in Toulouse (Frankreich), an der vor allem Geisteswissenschaften (auch im Fernstudium) studiert werden können. Seit 2007 ist sie Teil des Verbandes Université Fédérale Toulouse Midi-Pyrénées (UFTMP).

## Geschichte
Die Universität wurde 1970 gegründet, als die altehrwürdige Universität Toulouse in drei fachlich getrennte, neue Universitäten zerlegt wurde. Sie liegt im Stadtteil Le Mirail, von dem sie auch ihren Namenszusatz hat.

## Struktur
Es gibt 5 Fakultäten (unités de formation et de recherche) sowie 5 Institute. Außerdem ist der Universität eine Filmhochschule angegliedert, die École Supérieure d’Audiovisuel.

## Studienmöglichkeiten
Es gibt Studiengänge in den Bereichen Sprachen, Literaturwissenschaften, Philosophie, Sozialwissenschaften, Mathematik und Informatik an.
Angeboten wird auch Übersetzung und Dolmetschen (Langues Etrangères Appliquées/LEA).

## Zahlen zu den Studierenden
Von den 32.089 Studenten im Studienjahr 2020/2021 waren 21.954 weiblich (68,4 %) und 10.135 männlich (31,6 %). 4.663 zählten als ausländische Studenten (14,5 %). Im Jahr zuvor, 2019/2020, waren es 30.764 Studenten gewesen, 21.093 weiblich (68,6 %) und 9.671 männlich (31,4 %).